# Promozione Umbria 1977-1978
Nella stagione 1977-1978 la Promozione era il quinto livello del calcio italiano ed il primo a livello regionale.
Il campionato era strutturato in vari gironi all'italiana su base regionale, gestiti dai Comitati Regionali di competenza. Promozioni alla categoria superiore e retrocessioni in quella inferiore non erano sempre omogenee; erano quantificate all'inizio del campionato dal Comitato Regionale secondo le direttive stabilite dalla Lega Nazionale Dilettanti, ma flessibili in relazione al numero delle società umbre retrocesse dalla Serie D, per quanto riguarda la zona retrocessione .
Qui vi sono le statistiche relative al campionato in Umbria.

## Squadre partecipanti
| Squadra          | Città (provincia)           | Stagione 1976-1977                                                 |
| ---------------- | --------------------------- | ------------------------------------------------------------------ |
| Assisi           | Assisi (PG)                 | 3° in Promozione Umbria                                            |
| Bevagna          | Bevagna (PG)                | 2° in Prima Categoria Umbria/B, ripescato                          |
| Elettrocarbonium | Narni Scalo (TR)            | 7° in Promozione Umbria                                            |
| Foligno          | Foligno (PG)                | 7° in Promozione Umbria                                            |
| Grifo Cannara    | Cannara (PG)                | 14° in Promozione Umbria                                           |
| Gualdo           | Gualdo Tadino (PG)          | 12° in Promozione Umbria                                           |
| Gubbio           | Gubbio (PG)                 | 5° in Promozione Umbria                                            |
| Julia Spello     | Spello (PG)                 | 10° in Promozione Umbria                                           |
| Lama             | Lama di San Giustino (PG)   | 15° in Promozione Umbria                                           |
| Narnese          | Narni (TR)                  | 5° in Promozione Umbria                                            |
| Nocera Umbra     | Nocera Umbra (PG)           | 1° in Prima Categoria Umbria/B, promosso                           |
| Nuova Tiferno    | Città di Castello (PG)      | 1° in Prima Categoria Umbria/A, promossa dopo spareggio-promozione |
| Orte Filesi      | Orte (VT)                   | 4° in Promozione Umbria                                            |
| Tavernelle       | Tavernelle di Panicale (PG) | 7° in Promozione Umbria                                            |
| Tiberis          | Umbertide (PG)              | 10° in Promozione Umbria                                           |
| Todi             | Todi (PG)                   | 2° in Promozione Umbria                                            |

## Classifica finale
|  | Pos. | Squadra          | Pt | G  | V  | N  | P  | GF | GS | DR  |
|  | ---- | ---------------- | -- | -- | -- | -- | -- | -- | -- | --- |
|  | 1.   | Gubbio           | 43 | 30 | 15 | 13 | 2  | 36 | 17 | +19 |
|  | 2.   | Orte Filesi      | 42 | 30 | 15 | 12 | 3  | 40 | 25 | +15 |
|  | 3.   | Assisi           | 36 | 30 | 10 | 16 | 4  | 43 | 31 | +12 |
|  | 4.   | Bevagna          | 35 | 30 | 12 | 11 | 7  | 43 | 35 | +8  |
|  | 5.   | Foligno          | 32 | 30 | 13 | 6  | 11 | 37 | 31 | +6  |
|  | 6.   | Elettrocarbonium | 31 | 30 | 10 | 11 | 9  | 34 | 25 | +9  |
|  | 7.   | Gualdo           | 30 | 30 | 10 | 10 | 10 | 35 | 38 | -3  |
|  | 8.   | Grifo Cannara    | 29 | 30 | 7  | 15 | 8  | 29 | 32 | -3  |
|  | 9.   | Narnese          | 28 | 30 | 7  | 14 | 9  | 30 | 32 | -2  |
|  | 10.  | Nocera Umbra     | 27 | 30 | 7  | 13 | 10 | 25 | 31 | -6  |
|  | 10.  | Nuova Tiferno    | 27 | 30 | 6  | 15 | 9  | 23 | 33 | -10 |
|  | 12.  | Todi             | 26 | 30 | 10 | 6  | 14 | 28 | 28 | 0   |
|  | 13.  | Tiberis          | 26 | 30 | 6  | 14 | 10 | 28 | 32 | -4  |
|  | 14.  | Lama             | 26 | 30 | 5  | 16 | 9  | 33 | 39 | -6  |
|  | 15.  | Tavernelle       | 23 | 30 | 7  | 9  | 14 | 24 | 36 | -12 |
|  | 16.  | Julia Spello     | 19 | 30 | 5  | 9  | 16 | 26 | 49 | -23 |

Legenda:

      Promossa in Serie D 1978-1979.
      Retrocessa in Prima Categoria Umbria 1978-1979.
Regolamento:

Due punti a vittoria, uno a pareggio, zero a sconfitta.
Note:

Lama retrocesso per la peggiore differenza reti nei confronti delle ex aequo Tiberis e Todi.